# ОШ „Јосип Терзић” Алин Поток
Школа „Јосип Терзић” Алин Поток, насељеном месту на територији општине Чајетина, подигнута је 1923. године. Због смањења броја новоуписаних ђака школа је затворена 2007. године.

## Историја школе
По подизању школе у Роженству, по завршетку Првог светског рата, иста идеја јавила и у Алином Потоку, јер су мештани сматрали да је школа у Рожанству предалеко за њихову децу. Према замислима зидара Веселина Терзића и средствима добровољних прилога мештана, подигут је 1923. године мали школски објекат. Први учитељ био је Мирко Стојић. Пред сам почетак Другог светског рата, отпочела је изградња веће школске зграде, али је она завршена тек након ослобођења.
У првим послератним годинама у Алином Потоку ради самостална четвороразредна школа, која је касније добила име „Јосип Терзић”. Решењем Народног одбора општине Чајетина од 22. јуна 1957. године, ова просветна установа добија статус непотпуне осмогодишње школе, ради само шест разреда. Због све мањег броја ђака, СО Чајетина на седници од 24. јуна 1965. године доноси одлуку да се шесторазредна школа у Алином Потоку сведе на четвороразредну и настави рад као издвојено одељење школе у Чајетини. 

## Школска зграда
Школска зграда је приземна грађевина, састављена од два крила у којима су распоређене учионице, ђачка кухиња, учитељска канцеларија, учитељски стан и тоалети. Данас је објекат у веома лошем стању, зарастао у коров и траву, прозори су полупани, улазна врата обијена, преостали школски инвентар је разбацан по подовима, делови зидова и плафона отпадају. Плафон на левом крилу зграде потпуно се урушио.